# زرج (حديبو)

تعديل مصدري - تعديل

زرج هي إحدى قرى مديرية حديبو التابعة لمحافظة سقطرى، بلغ تعداد سكانها 7 نسمة حسب تعداد اليمن لعام 2004.